# Horní solopyský rybník
Horní solopyský rybník je přírodní památka evidenční číslo 5835 v okrese Příbram. Nachází se v nadmořské výšce 382–385 m na východním okraji vesnice Solopysky asi 2,5 km západně od Sedlčan. Chráněné území s rozlohou 20,54 ha bylo vyhlášeno 30. srpna 2013. Důvodem jeho zřízení je ochrana evropsky významné lokality Natura 2000 s výskytem silně ohrožené žáby kuňky ohnivé (Bombina bombina).